# 燕尾雨燕屬
燕尾雨燕屬为雨燕目雨燕科下的一個屬。本屬物種分佈於墨西哥至南美洲北部，現下屬2個物種。

## 命名歷史
本屬由德國鳥類學家让·路易·卡巴尼斯於1847年所描述。其模式種由單型指定為小燕尾雨燕。其屬名由古希臘語的（「非常地、很…」之意）及（「翅膀」之意）組成。

## 下屬物種
本屬包含以下物種：
- 大燕尾雨燕 Panyptila sanctihieronymi Salvin, 1863
- 小燕尾雨燕 Panyptila cayennensis (Gmelin, JF, 1789)

## 外部連結
- 维基共享资源上的相關多媒體資源：燕尾雨燕屬
- 維基物種上的相關：燕尾雨燕屬